# Stefano Palazzi
Stefano Palazzi (Napoli, 12 settembre 1960) è un magistrato italiano.

## Carriera
Dopo esser stato magistrato militare presso la Corte militare d'Appello di Napoli, ha collaborato con la FIGC a partire dal 1990. I ruoli che ha occupato nella Federazione sono stati quello di componente dell'Ufficio indagini fino al 1993, quindi è divenuto Sostituto alla Procura federale, diventandone poi il responsabile nel 2005.
Il 16 luglio 2007 è stato nominato Procuratore Federale dalla Commissione di Garanzia della FIGC. I casi principali in cui è stato attore sono stati il cosiddetto Calciopoli e lo scandalo del calcioscommesse del 2011.
Il 28 settembre 2012 il Consiglio Federale della FIGC gli ha rinnovato la carica.
Nel corso dell'estate del 2015, ha coordinato le indagini ed emanato le richieste di condanna dei processi legati allo scandalo del calcioscommesse, che era partito da inchieste della Direzione Investigativa Antimafia di Catanzaro e della DIGOS di Catania e che ha coinvolto numerose società calcistiche militanti in Serie B, Lega Pro, Serie D ed Eccellenza.

## Indagini principali
- Caso Catania nel 2003 e 2015
- Caso Genoa nel 2005
- Calciopoli nel 2006
- Scommessopoli nel 2011
- Scandalo Calcioscommesse nel 2015